# Myrmecaelurus simplicis
Myrmecaelurus simplicis là một loài côn trùng trong họ Myrmeleontidae thuộc bộ Neuroptera. Loài này được Krivokhatsky miêu tả năm 1992.